# جلام

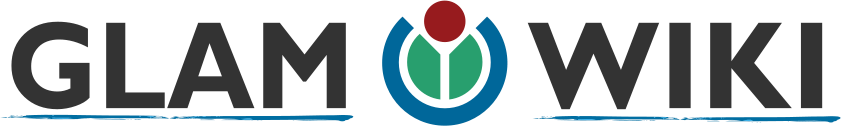
شعار جلام

جلام (بالإنجليزية: GLAM)‏ هي اختصار بالإنجليزية لكلمات (Galleries, Libraries, Archives, Museums)، أي المعارض والمكتبات والأرشيف والمتاحف. وهي إحدى مشاريع ويكيميديا التي تُساعد المُؤسسات الثقافية على مُشاركة مواردها مع العالم من خلال مشاريع تعاونية مع مُحرري ويكيبيديا ذوي الخبرة لمُشاركة المعرفة ولإنتاج مواد مفتوحة المصدر ومجانية وقابلة لإعادة الاستخدام. وبشكل عام، يُشير مصطلح الجلام إلى المُؤسسات أو المنظمات التي تُجمع مواد التراث الثقافي.